# James McArthur
James McFarlane McArthur, född 7 oktober 1987, är en skotsk före detta fotbollsspelare. Han representerade under sin karriär Skottlands landslag.
McArthur började sin karriär i Hamilton Academical, där han var med och vann skotska andradivisionen 2007/2008. I juli 2010 värvades McArthur av engelska Wigan Athletic, där han var med och vann FA-cupen 2013. Under sommaren 2014 gick han till Crystal Palace.